# Tano (flod)
Tano är ett vattendrag i Ghana. Det ligger i den sydvästra delen av landet, 300 km väster om huvudstaden Accra.